# Gouvernement Bakoe
het gouvernement Bakoe (Russisch: Бакинская губернія, Bakinskaja goebernija) was een gouvernement (goebernija) van het keizerrijk Rusland. Het gouvernement bestond van 1859 tot 1882. Het ontstond uit het gouvernement Sjemacha en het ging op in de Azerbeidzjaanse Socialistische Sovjetrepubliek. Het gouvernement grensde aan het Kadjarenrijk, het gouvernement Jelizavetpol en de oblast Dagestan. De hoofdstad was Bakoe.

## Geschiedenis
Het gouvernement werd in 1846 opgericht als het gouvernement Sjemacha dat een aantal militaire gebieden verving. Nadat Sjemacha in 1859 verwoest was, werd de hoofdstad naar Bakoe verplaatst. Het gouvernement Bakoe bevatte ook de gebieden Karabach en Zangezur, maar deze gebieden werden in 1868 afgescheiden om onderdeel te worden van het gouvernement Jelizavetpol. 
In 1920 werd het gebied van het gouvernement onderdeel van de Azerbeidzjaanse Socialistische Sovjetrepubliek waar het opgesplitst werd in de districten Bakoe en Lankeran.

## Geboren
- Sattar Bahlulzade (1909-1974), landschapschilder